# Foster Furcolo

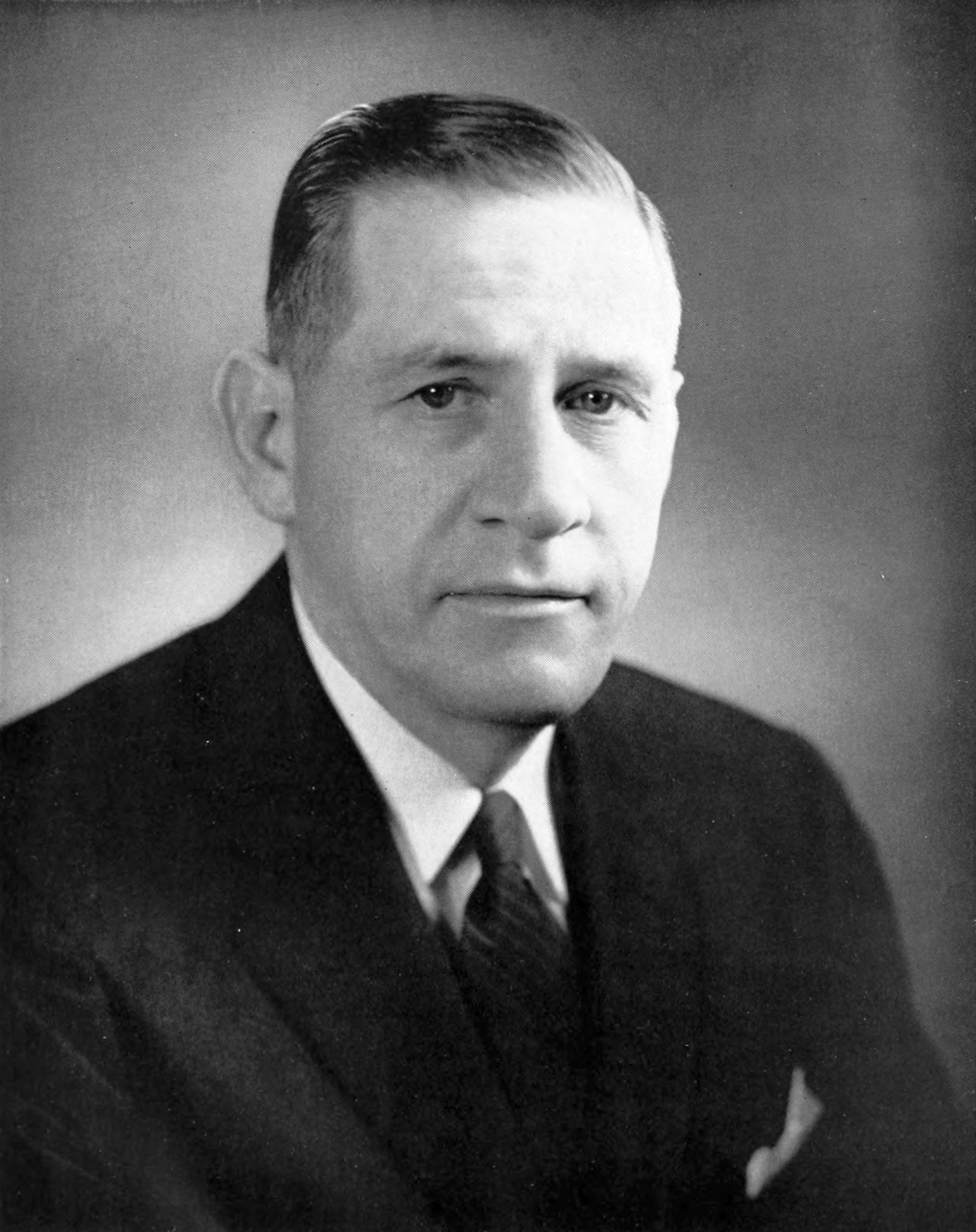
Foster Furcolo (1958)

John Foster Furcolo (* 29. Juli 1911 in New Haven, Connecticut; † 5. Juli 1995 in Cambridge, Massachusetts) war ein US-amerikanischer Politiker und von 1957 bis 1961 Gouverneur des Bundesstaates Massachusetts. Zwischen 1949 und 1952 vertrat den zweiten Wahlbezirk dieses Staates im US-Repräsentantenhaus.

## Frühe Jahre und politischer Aufstieg
Foster Furcolo besuchte die New Haven High School und anschließend die Yale University, an deren juristischer Fakultät er bis 1936 Jura studierte. Nach seiner Zulassung als Rechtsanwalt begann er in seinem neuen Beruf zu arbeiten. Während des Zweiten Weltkrieges diente Furcolo in der US Navy. Politisch wurde er Mitglied der Demokratischen Partei. Als deren Kandidat wurde er im November 1948 als Abgeordneter in den Kongress gewählt. Dieses Mandat übte er zwischen dem 3. Januar 1949 und dem 30. September 1952 aus.
1951/52 gehörte er der Madden-Kommission an, dem Ausschuss zur Untersuchung des Massakers von Katyn.

## Gouverneur von Massachusetts
Nachdem er von Gouverneur Paul A. Dever als Nachfolger von John E. Hurley zum State Treasurer von Massachusetts ernannt worden war, legte Furcolo sein Kongressmandat nieder. Zwischen 1952 und 1955 blieb er Finanzminister seines Staates. Im Jahr 1954 kandidierte er erfolglos für einen Sitz im US-Senat. 1956 wurde er gegen den republikanischen Vizegouverneur Sumner G. Whittier zum Gouverneur von Massachusetts gewählt. Nach einer Wiederwahl konnte Furcolo dieses Amt zwischen dem 3. Januar 1957 und dem 5. Januar 1961 ausüben. In dieser Zeit wurde die Transportkommission geschaffen. Das Arbeitslosengeld und die Entschädigung für Opfer von Arbeitsunfällen wurden erhöht. Auch die Gehälter im öffentlichen Dienst wurden angehoben. Das Bildungssystem wurde verbessert und die Handelsgesetze des Staates vereinheitlicht. Im Jahr 1960 hatte sich Furcolo noch einmal erfolglos um einen Sitz im US-Senat beworben. 

## Weiterer Lebenslauf
Nach dem Ende seiner Gouverneurszeit praktizierte er wieder als Rechtsanwalt. Damals geriet er in den Verdacht, in Bestechungen verwickelt gewesen zu sein, was aber nie bewiesen werden konnte. Eine erhobene Anklage wurde wegen fehlender Beweise fallen gelassen. Furcolo wurde dann für einige Jahre Bezirksstaatsanwalt für das nördliche Massachusetts. Im Jahr 1969 war er Mitglied eines vom Justizministerium eingesetzten Ausschusses gegen Drogenmissbrauch. 
1973 erschien sein Roman Rendezvous at Katyn.
Zwischen 1975 und 1989 war er administrativer Richter bei der Bundessicherheits- und Gesundheitskommission (Administrative Law Judge of the United States Occupational Safety and Health Review Commission). Foster Furcolo starb im Juli 1995. Mit seiner Frau Kathryn Foran hatte er fünf Kinder.